# Saint-Ex (film, 2024)
Pour les articles homonymes, voir Saint-Ex et Saint-Exupéry (homonymie).
Pour plus de détails, voir Fiche technique et Distribution.
Saint-Ex est un film franco-belge réalisé par Pablo Agüero et sorti en 2024. Il s'agit d'un film biographique sur Antoine de Saint-Exupéry centré sur l'année 1930,.

## Synopsis
En 1929, Antoine de Saint-Exupéry est nommé chef d'exploitation par la Compagnie générale aéropostale pour l'Argentine. Le film retrace l'épisode de sa vie où il va tenter de retrouver son ami aviateur Henri Guillaumet. Ce dernier s'est écrasé à plus de 3 000 mètres dans la cordillère des Andes, qu'il devait franchir pour transporter le courrier.

## Fiche technique
Sauf indication contraire, les informations mentionnées dans cette section peuvent être confirmées par les bases de données cinématographiques IMDb et Allociné,  présentes dans la section « Liens externes ».
- Titre original : Saint-Ex
- Réalisation et scénario : Pablo Agüero
- Musique : N/A
- Décors : Arnaud Roth
- Costumes : Mimi Lempicka
- Photographie : Claire Mathon
- Son : Pierre Mertens
- Montage : Christophe Pinel
- Production : Julien Madon et Aimée Buidine
- Sociétés de production : Frakas Productions, A Single Man et Cheyenne Federation
- Sociétés de distribution : Studiocanal
- Pays de production :  France et  Belgique
- Langue originale : français
- Format : couleur
- Genre : drame biographique
- Durée : 98 minutes
- Dates de sortie :
  - Bulgarie : 12 octobre 2024 (festival Cinelibri Book&Movie à Sofia)
  - Canada : 15 novembre 2024 (Cinemania Film Festival))
  - France : 11 décembre 2024

## Distribution
- Louis Garrel : Antoine de Saint-Exupéry
- Vincent Cassel : Henri Guillaumet
- Diane Kruger : Noëlle Guillaumet
- Benoît Magimel : le directeur de l'Aéropostale (voix)
- Yseult : la chanteuse et danseuse du cabaret
- Melingo : Monsalvez
- Blanche Redouloux : Edda
- Sergej Onopko : Ruso
- Natalia Doco : l'opératrice radio
- Inés Dutour : la fausse blonde
- Jean-Stan Du Pac : Antoine de Saint-Exupéry, jeune

## Production
Le cinéaste est né dans la région autour de l'Aconcagua, un sommet argentin que survolait quotidiennement Antoine de Saint-Exupéry quand il cherchait son ami Henri Guillaumet. Par ailleurs, Le Petit Prince a été une œuvre majeure dans sa jeunesse. Son scénario se focalise sur une semaine de la vie de l'aviateur-écrivain :

« J'ai choisi de raconter une semaine de sa vie qui a été déterminante à la fois pour l'aventurier et pour l'écrivain. La recherche de son ami Guillaumet, perdu dans la Cordillère, forge le grand pilote, celui qui finira par donner sa vie dans la lutte contre le fascisme. La série de rencontres et découvertes qu'il fait en Argentine inspire le poète, celui qui écrira, dix ans plus tard, l'un des contes les plus universels de l'Histoire. »

— Pablo Agüero, dossier de presse du film
Le tournage débute en février 2023. Les prises de vues se déroulent en France (studios de Bry-sur-Marne, Corse, Sud, ...) et à New York. Le cinéaste tourne également dans la Cordillère des Andes et en Patagonie.

## Sortie et accueil

### Accueil
En France, le site Allociné donne une moyenne de 2,6⁄5 d'après l'interprétation de 31 critiques de presse et un cumul d'entrée de (seulement) 189 937 au bout de 8 semaines d'exploitation.

### Critique
Parmi les critiques les plus élogieuses, Les Inrockuptibles apprécie « un film d’aventures singulier, aussi beau qu’il est malicieux » et salue le jeu d'acteur de Louis Garrel. Les Échos loue l'originalité de la démarche du film, qui se démarque des films biographiques standardisés en optant pour « une rêverie stylisée autour du mythe de Saint-Exupéry ». Rolling Stone estime que cette démarche originale, qui s'appuie sur un « sens de l'image déroutant », rend Antoine de Saint-Exupéry « plus passionnant encore ».
D'autres critiques sont plus partagés. Ouest-France approuve le parti pris qui consiste à se concentrer sur un seul épisode de la vie de l'écrivain, pour un récit qui constitue une ode aux premiers temps de l'aviation ; le journal note cependant que la partie de l'histoire qui se déroule à terre fonctionne moins bien et que l'esthétique factice choisie « peut autant séduire qu’indigner l’œil du cinéphile ». La Croix apprécie un résultat surprenant où dominent le conte et la poésie, tout en notant qu'il faut accepter de se laisser porter par l'esthétique du film, que l'on peut aussi trouver « trop stylisée ».
D'autres critiques ne sont pas du tout convaincus par le film. Libération juge que le film n'a pas de souffle et qu'il s'enferme dans des séquences oniriques tout en ratant au passage la partie biographique de Saint Exupéry. Le Figaro reproche au film de saboter l'image de l'auteur du Petit Prince. Télérama estime que le film rend à Antoine de Saint-Exupéry un hommage trop « conventionnel ». Le Nouvel Obs n'apprécie pas le côté kitsch du film qui ne restitue pas le portrait de son personnage principal. Pour l'émission Le Masque et la plume sur la radio France Inter, c'est un film en carton pâte et à la poésie plate.